# Björnvaktarens tomrum

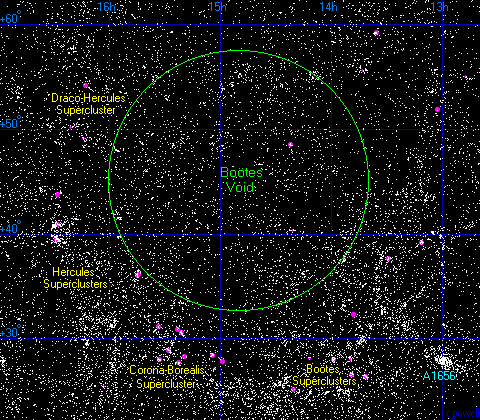
En karta över Björnvaktarens tomrum

Björnvaktarens tomrum eller det stora tomrumet  är en enorm och ungefär sfärisk region av rymden, som innehåller ytterst få galaxer. Tomrummet är beläget i närheten av stjärnbilden Björnvaktaren, därav dess namn. Dess centrum är ungefärligt lokaliserat på rektascensionen 14t 50m och deklinationen 46°.

## Beskrivning
Med en diameter på 330 miljoner ljusår 
(cirka 0,27% av det synliga Universum), eller närmare  236 000 Mpc3 är Björnvaktarens tomrum ett av de största kända tomrummen i Universum, och benämns därför supertomrum. Det upptäcktes 1981 av Robert Kirshner som en del av en undersökning av galaktiska rödförskjutningar. Björnvaktarens tomrums centrum är beläget omkring 700 miljoner ljusår ifrån Jorden.
Andra astronomer upptäckte snart att tomrummet innehåller ett par galaxer. År 1987 tillkännagav J. Moody, Robert Kirsgner, G. MacApine och S. Gregory sina upptäckter av åtta galaxer i tomrummet. M. Strauss och John Huchra kungjorde år 1988 om upptäckten av ytterligare tre galaxer, och år 1989 upptäcktes femton nya galaxer. Tills år 1997 har 60 galaxer upptäckts. 
Enligt astronomen Greg Aldering så är storleken på tomrummet såpass stort att: Ifall Vintergatan varit beläget i centrum av Björnvaktarens tomrum, så hade vi inte vetat att det funnits andra galaxer förrän på 1960-talet.
Hercules-superhoparna formas i närheten av kanten till tomrummet.

## Ursprung
Det finns inget uppenbart sammanhang mellan existensen av tomrummet och lambda-CDM-modellen, och dess teori om kosmologiska evolutionen.
En teori är att Björnvaktarens tomrum har bildats genom sammanslagningen av flera mindre tomrum, precis såsom mindre såpbubblor slås samman till större. Detta skulle förklara det ringa antalet galaxer som finns i den sfärformade regionen mitt i tomrummet.  